# استان شمال شرقی (کنیا)
استان شمال شرقی (به لاتین: North Eastern Province) یکی از استان‌های کنیا بود.

## خصوصیات
استان شمال شرقی ۱۲۷٬۳۵۸٫۵ کیلومترمربع مساحت و ۲٬۳۱۰٬۷۵۷ نفر جمعیت داشت.